# Barbara Hepworth
Jocelyn Barbara Hepworth (Wakefield, West Yorkshire, 10 de enero de 1903-St Ives, Cornualles, 20 de mayo de 1975) fue una artista y escultora inglesa. Su obra ejemplifica el modernismo y, en particular, la escultura moderna. Junto con otros artistas como Ben Nicholson y Naum Gabo, Hepworth fue una destacada figura de la colonia de artistas que residieron en St Ives (Cornualles), durante la Segunda Guerra Mundial.

## Biografía
Nació en 1903, en Wakefield (West Yorkshire) era  la hija mayor de Gertrude y Herbert Hepworth. Su padre era ingeniero civil del Consejo del Condado de West Riding, quien en 1921 ascendió al puesto de topógrafo del condado. Acudió a la Wakefield Girls High School, donde recibió premios de música a los 12 años  y ganó una beca para estudiar en la Escuela de Arte de Leeds (donde conoció a Moore) entre 1920 y 1921, así como en el Royal College of Art de Londres (1921-1924). Más tarde estudió durante un tiempo en Italia.

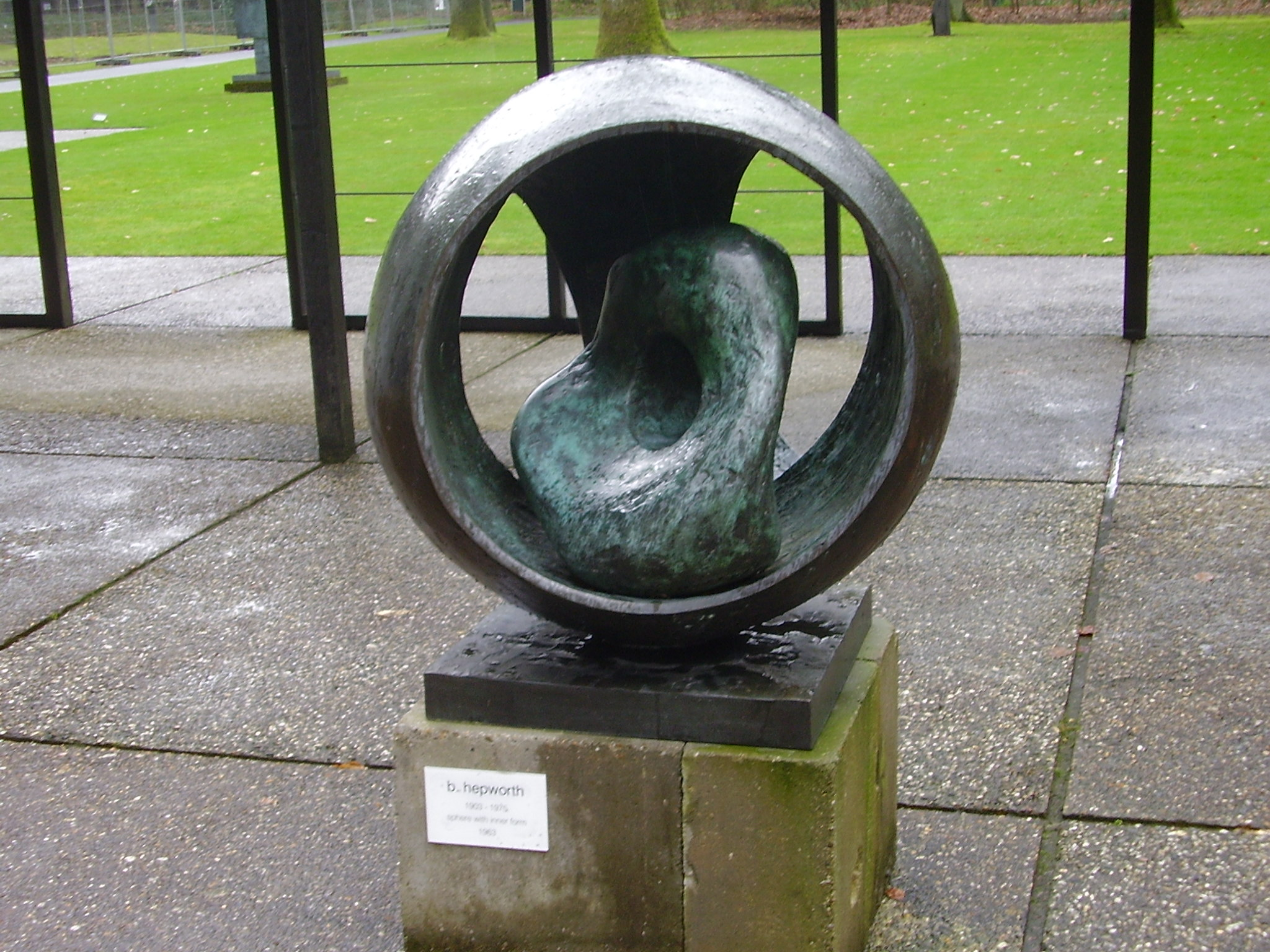
Obra de Hepworth Sphere with Inner Form, en el Museo Kröller-Müller

Sus comienzos estuvieron influidos por la obra, entre otros, de Henry Moore, con el cual tenía amistad.  
A pesar de las dificultades para intentar conseguir un puesto en lo que era un entorno dominado por los hombres,  Hepworth ganó con éxito una beca del condado para asistir al Royal College of Art (RCA) en Londres y estudió allí desde 1921 hasta que le concedieron el diploma del Royal College of Art en 1924.
Perteneció a un importante grupo de artistas europeos que trabajaron los materiales tradicionales de manera innovadora. Su obra se caracteriza por los espacios huecos dentro de la escultura. Para ella, las propiedades naturales del material debían formar definitivamente la obra. Trabajó sobre todo en madera o piedra; creando esculturas de carácter abstracto. 
Su primer matrimonio fue en 1925 con el escultor John Skeaping, de quien se divorció en 1933. Su segundo matrimonio, celebrado en 1938, fue con el pintor y escultor abstracto Ben Nicholson, al que había conocido en 1931 y de quien había tenido trillizos en 1934; se divorciaron en 1951. Hepworth y Nicholson fueron miembros claves en el movimiento de arte abstracto inglés de la década de los treinta. En esa época, formaba parte de un círculo de artistas modernos con sede en Hampstead (Londres), y fue una de las fundadoras del movimiento artístico Unit One. 
Tras la Segunda Guerra Mundial se convirtió, junto a su colega Henry Moore, en una de las revelaciones de la escultura más importantes de su generación. Con los años sus obras fueron alcanzando mayor tamaño; véase, por ejemplo, Single Form, el monumento a Dag Hammarskjöld (1964) en la sede de las Naciones Unidas en Nueva York, Estados Unidos, que es una de sus obras más reconocidas.
Fue nombrada Dama comendadora del Imperio británico en 1965. Falleció durante un incendio en su taller de St Ives (Cornualles), en 1975, a los setenta y dos años de edad. El taller y su casa forman el Museo Barbara Hepworth.

## Obras
Además de en el Museo Barbara Hepworth, más obras suyas estarán expuestas en El Hepworth, un museo en Wakefield. Su obra puede verse también en St. Catherine's College, Oxford, el Parque de Escultura de Yorkshire en West Bretton, West Yorkshire; Clare College, Churchill College y New Hall, Cambridge; así como cerca de o unidos al centro comercial John Lewis, en Oxford Street (véase imagen); y Kenwood House, ambos en Londres. Su obra de 1966 titulada Construction (Crucifixion): Homage to Mondrian puede verse en los terrenos de la catedral de Winchester cerca de la Pilgrims' School. La Tate Gallery es propietaria de muchas obras suyas.
| 1928    | Doves                                     | Mármol de Paros                                          |
| 1932-33 | Seated Figure                             | lignum vitae                                             |
| 1933    | Two Forms                                 | alabastro y caliza                                       |
| 1934    | Mother and Child                          | alabastro de Cumberland                                  |
| 1935    | Three Forms                               | mármol de Serravezza                                     |
| 1936    | Ball Plane and Hole                       | lignum vitae, caoba y roble                              |
| 1940    | Sculpture with Colour (Deep Blue and Red) | mezcla                                                   |
| 1943    | Oval Sculpture                            | material de escayola                                     |
| 1943-44 | Wave                                      | madera, pintura y cuerda                                 |
| 1944    | Landscape Sculpture                       | madera (molde en bronce, 1961)                           |
| 1946    | Pelagos                                   | madera, pintura y cuerda                                 |

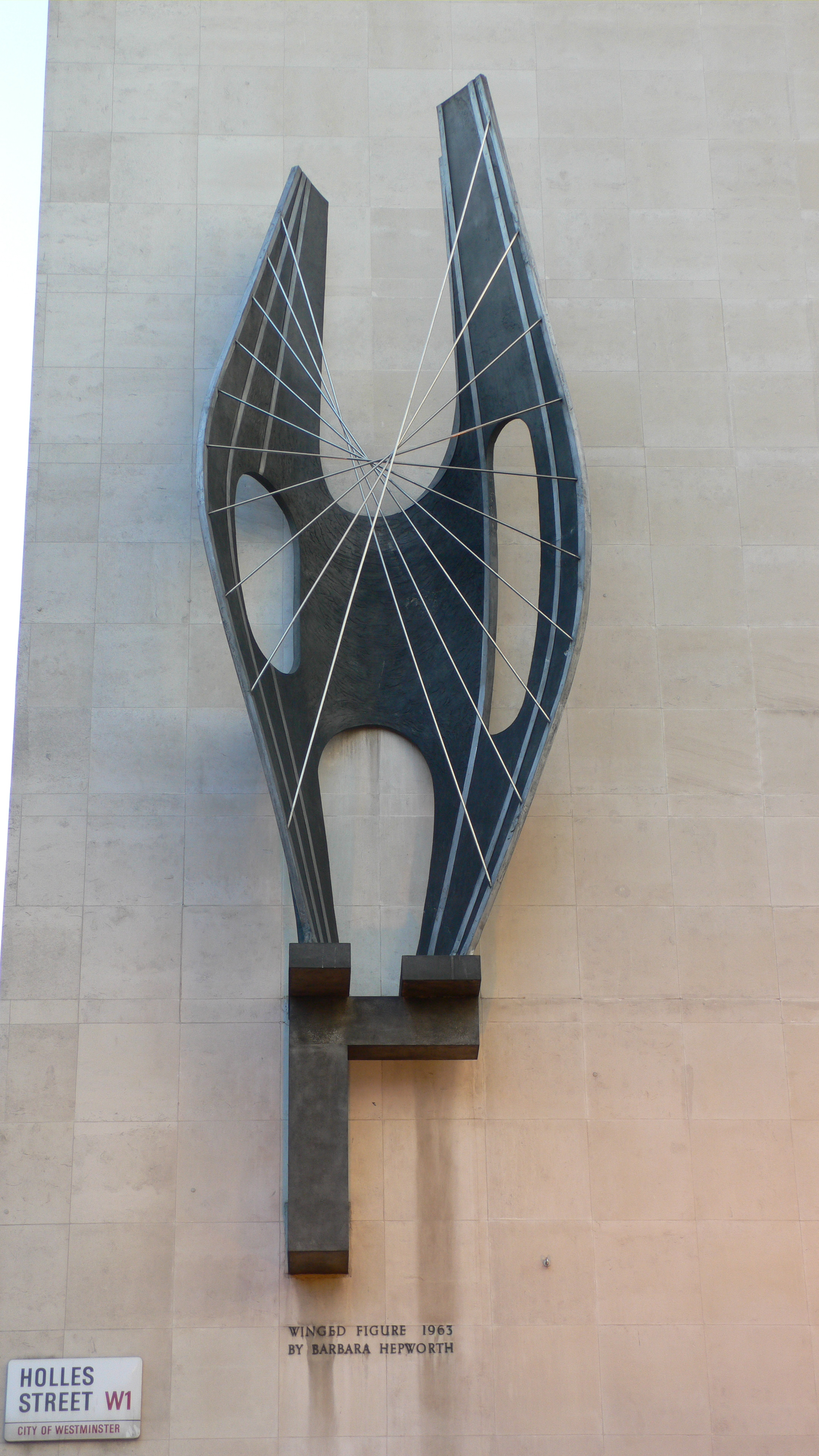
Winged Figure (Figura alada), 1963, junto al centro comercial John Lewis, en Oxford Street, Londres.

| 1946    | Tides                                     | madera y pintura                                         |
| 1949    | Operation: Case for Discussion            | óleo y lápiz sobre cartón prensado                       |
| 1951    | Group I (Concourse) February 4 1951       | mármol de Serravezza                                     |
| 1953    | Hieroglyph                                | piedra de Ancaster                                       |
| 1954-55 | Two Figures                               | teca y pintura                                           |
| 1955    | Oval Sculpture (Delos)                    | madera de guarea olorosa y pintura                       |
| 1955-56 | Coré                                      | bronce                                                   |
| 1956    | Orpheus (Maquette), Version II            | latón y cuerda de algodón                                |
| 1956    | Stringed Figure (Curlew), Version II      | latón y cuerda de algodón                                |
| 1958    | Cantate Domino                            | bronce                                                   |
| 1958    | Sea Form (Porthmeor)                      | bronce                                                   |
| 1960    | Figure for a Landscape                    | bronce                                                   |
| 1960    | Archaeon                                  | bronce                                                   |
| 1962-63 | Bronze Form (Patmos)                      | bronce                                                   |
| 1964    | Rock Form (Porthcurno)                    | bronce                                                   |
| 1964    | Sea Form (Atlantic)                       | bronce                                                   |
| 1966    | Figure in a Landscape                     | bronce sobre base de madera                              |
| 1966    | Four-Square Walk Through                  | bronce                                                   |
| 1968    | Two Figures                               | bronce                                                   |
| 1970    | Family of Man                             | bronce                                                   |
| 1971    | The Aegean Suite                          | serie de grabados                                        |
| 1971    | Summer Dance                              | bronce pintado                                           |
| 1972    | Minoan Head                               | mármol sobre base de madera                              |
| 1972    | Assembly of Sea Forms                     | mármol blanco montado sobre una base de acero inoxidable |
| 1973?   | Conversation with Magic Stones            | bronce y plata                                           |

## Galería

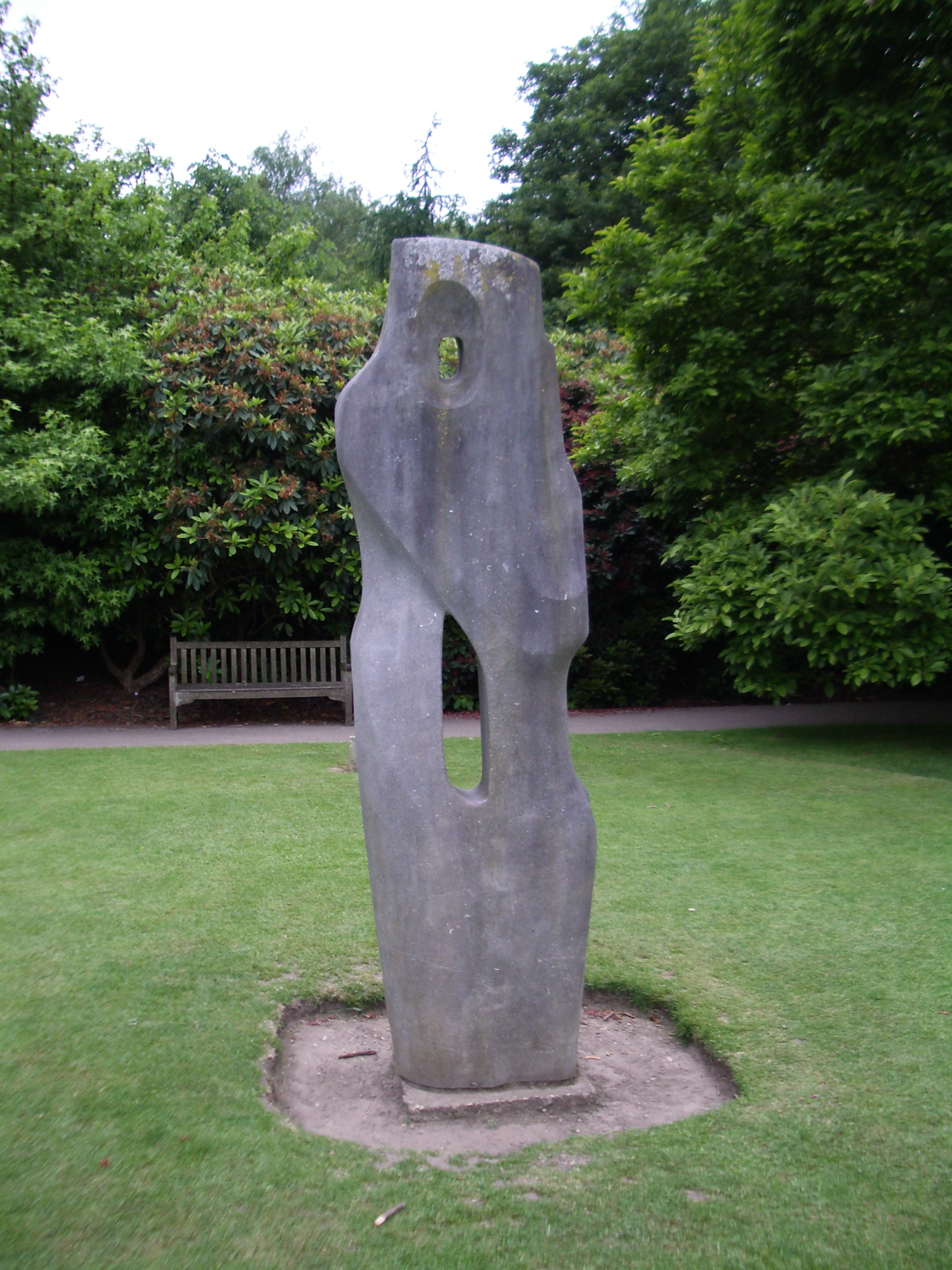
Monolith-Empyrean, 1953
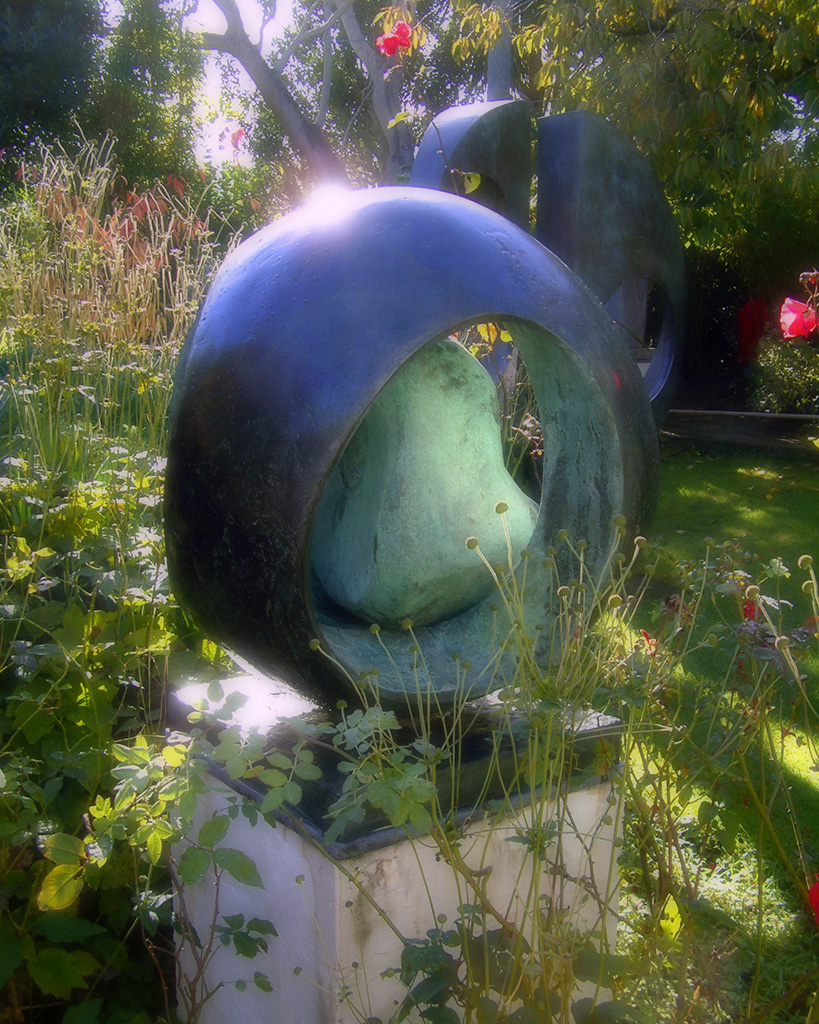
Sphere with Inner Form (1963) en Trewyn Garden, St Ives, Cornualles
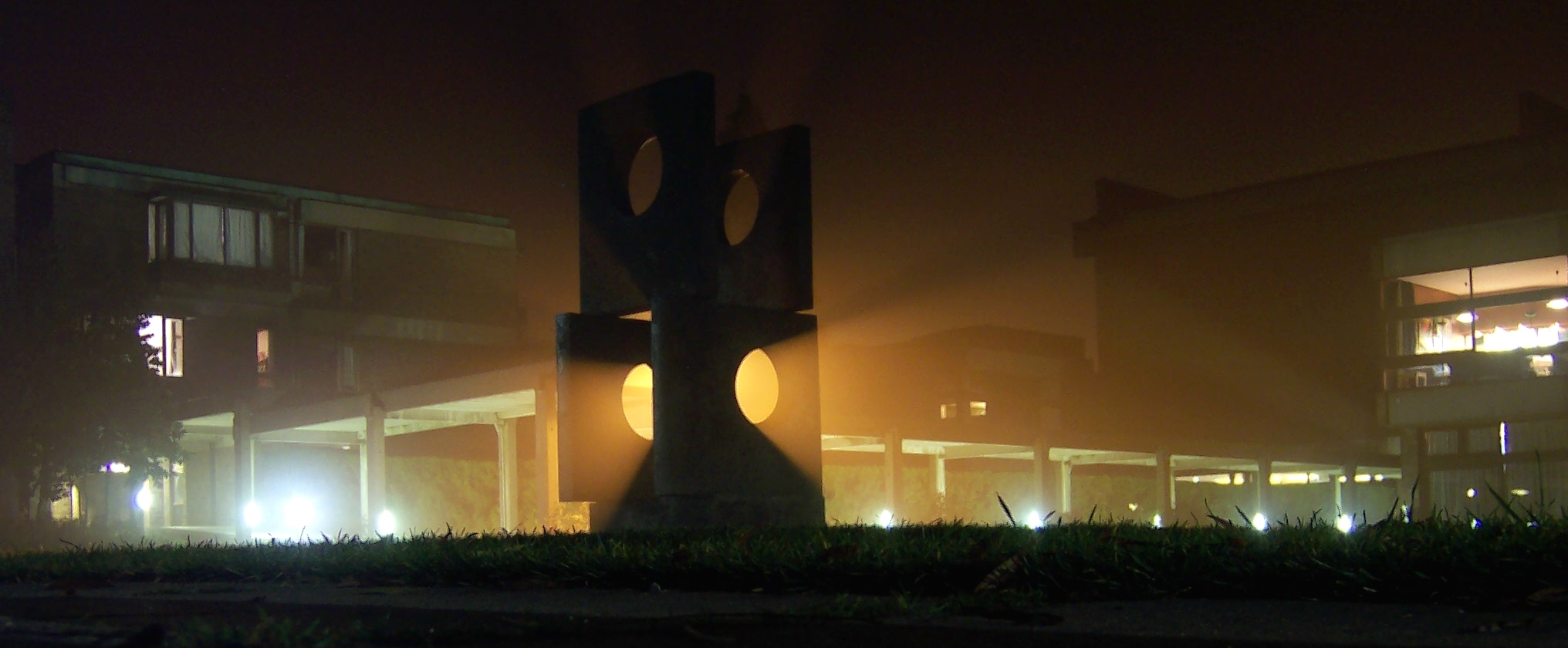
Four Square Walk through, 1966